# 我的這一班 (美國電視劇)
《我的這一班》（英語：Head of the Class）是美國1983年製作的電視影集，於1986年9月17日至1991年6月25日播映，全114集。台灣於1988年11月26日至1986年4月22日間，由台灣電視公司引進，於每週六晚上台視影集時段播出。

## 外部連結
- 互联网电影数据库（IMDb）上《我的這一班》的资料（英文）